# Шанлеми
Шанлеми (фр. Champlemy) насеље је и општина у источном делу централне Француске у региону Бургоња, у департману Нијевр која припада префектури Кон Кур сир Лоар.
По подацима из 2011. године у општини је живело 343 становника, а густина насељености је износила 9,32 становника/km². Општина се простире на површини од 36,82 km². Налази се на средњој надморској висини од 220 метара (максималној 381 m, а минималној 240 m).

## Демографија
| 1962. | 1968. | 1975. | 1982. | 1990. | 1999. | 2011. |
| ----- | ----- | ----- | ----- | ----- | ----- | ----- |
| 404   | 462   | 422   | 383   | 345   | 323   | 343   |

График промене броја становника у току последњих година